# Nokia N71
Nokia N71 — смартфон, представленный компанией Nokia 2 ноября 2005 года[1] и выпущенный в июне 2006 года. Это один из первых раскладных смартфонов от Nokia, наряду с моделью N92, анонсированной в этот же день. Устройство работает под управлением операционной системы Symbian OS v9.1 (S60 3rd Edition).

## Функции

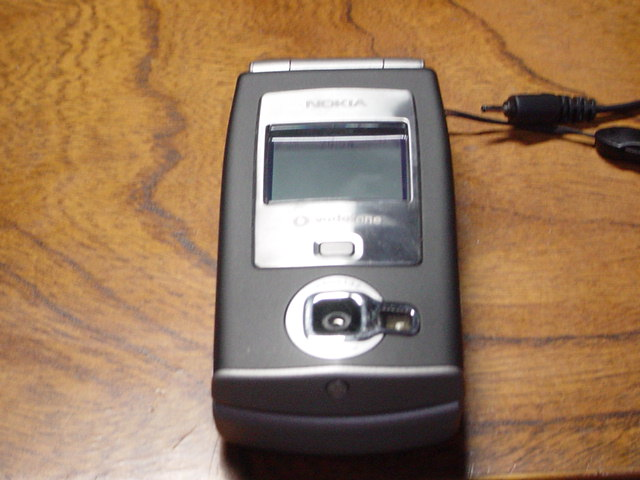
N71 в сложенном состоянии

Смартфон оснащён 2-мегапиксельной камерой с встроенной вспышкой и фронтальной VGA-камерой для видеозвонков. Среди других функций — FM-радио, Bluetooth, цифровой музыкальный плеер и полноценный веб-браузер. Устройство поддерживает 3D Java-игры, имеет слот для карт памяти miniSD для расширения памяти и совместимо с сетями 3G.
Для передачи данных доступны технологии W-CDMA 2100, GPRS и EDGE. Nokia позиционировала основную камеру устройства как обеспечивающую высокое качество фото- и видеосъёмки. Кроме того, мультимедийные возможности телефона включают поддержку miniSD-карт объёмом до 2 ГБ, что позволяет хранить сотни музыкальных треков.
Технические характеристики, заявленные Nokia:
- Время работы в режиме ожидания: 216 часов;
- Время работы в режиме разговора: 240 минут;
- Уровень SAR: 0,38 Вт/кг.

## Внешние ссылки
- Страница продукта Nokia N71.

### Обзоры
- Nokia N71 — Обзор от Mobile-Review.com
- Nokia N71 — Обзор GSM Arena
- Nokia N71 — Обзор от All About Symbian
- Nokia N71 — Обзор от CNET: Asia and U.K.